# Dave Ellis (Leichtathlet)
Dave Ellis (eigentlich David John Ellis; * 25. April 1937 in Toronto) ist ein ehemaliger kanadischer Langstreckenläufer.

## Werdegang
Beim Boston-Marathon 1964 wurde er Sechster.
1966 kam er in Boston erneut auf den sechsten Platz. Bei den British Empire and Commonwealth Games in Kingston wurde er Sechster über sechs Meilen und Vierter im Marathon.
Im Jahr darauf wurde er Zweiter bei der Kanadischen Meisterschaft im Marathon und gewann bei den Panamerikanischen Spielen 1967 in Winnipeg Silber über 10.000 Meter.
Bei den Olympischen Spielen 1968 in Mexiko-Stadt lief er über 10.000 Meter auf Rang 26 ein. Im Vorlauf über 5000 Meter erreichte er nicht das Ziel.
1970 belegte er bei den British Commonwealth Games in Edinburgh über 10.000 Meter den 15. Platz und schied über 5000 Meter im Vorlauf aus.
Zweimal wurde er Kanadischer Meister über 5000 Meter bzw. drei Meilen (1965, 1967), dreimal über 10.000 Meter bzw. sechs Meilen (1963, 1966, 1967) und zweimal im Crosslauf (1962, 1966).

## Persönliche Bestzeiten
- 5000 m: 13:44,2 min, 3. August 1968, London
- 10.000 m: 29:18,0 min, 23. Juli 1968,	Oslo
- Marathon: 2:19:47 h, 19. April 1966, Boston